# Nykyrka socken, Västergötland
Nykyrka socken i Västergötland ingick i Vartofta härad, ingår sedan 1971 i Mullsjö kommun och motsvarar från 2016 Nykyrka distrikt.
Socknens areal är 29,70 kvadratkilometer varav 26,99 land. År 2000 fanns här 5 713 invånare. Bruksorten Ryfors samt tätorten Mullsjö med sockenkyrkan Nykyrka kyrka ligger i socknen.

## Administrativ historik
Socknen bildades 1655 genom en utbrytning ur Sandhems socken, egen jordebokssocken från 1783.
Vid kommunreformen 1862 övergick socknens ansvar för de kyrkliga frågorna till Nykyrka församling och för de borgerliga frågorna bildades Nykyrka landskommun. Landskommunen uppgick 1952 i Mullsjö landskommun som 1971 ombildades till Mullsjö kommun. Församlingen uppgick 2002 i Mullsjö församling som 2010 uppgick i Mullsjö-Sandhems församling.
1 januari 2016 inrättades distriktet Nykyrka, med samma omfattning som församlingen hade 1999/2000.
Socknen har tillhört län, fögderier, tingslag och domsagor enligt vad som beskrivs i artikeln Vartofta härad. De indelta soldaterna tillhörde Skaraborgs regemente, Vartofta kompani.

## Geografi
Nykyrka socken ligger nordväst om Jönköping kring sjöarna Stråken och Mullsjön, med Hökensås i norr. Socknen är en kuperad skogsbygd med höjden som på Hökensås når 353 meter över havet.

## Fornlämningar
Från bronsåldern finns gravrösen. Från järnåldern finns gravar, stensättningar och domarringar.

## Namnet
Namnet skrevs 1783 Nykyrcke och kommer från kyrkan.